# E. B. Babcock
Ernest Brown Babcock (10 de Julho de 1877 - 8 de Dezembro de 1954) foi um geneticista vegetal, dos Estados Unidos da América. O seu trabalho pioneiro sobre a genética do género Crepis e os seus mais de 100 artigos publicados explicando a evolução das plantas, principalmente em termos genéticos, marcam-no como um pioneiro na aplicação da pesquisa genética.